# Bastida de' Dossi
Bastida de' Dossi este o comună din provincia Pavia, Italia. În 2011 avea o populație de 173 de locuitori.

## Demografie
Date: Wikidata - grafică realizată de Wikipedia